# أنطوان توماس (شاعر)
أنطوان توماس (بالفرنسية: Antoine Léonard Thomas) (و. 1732 – 1785 م) هو شاعر، وكاتب، وناقد أدبي فرنسي، ولد في كليرمون فيران، كان عضوًا في أكاديمية اللغة الفرنسية (منذ 6 نوفمبر 1766)، توفي في أولينز، عن عمر يناهز 53 عاماً.

## مناصب
تولى منصب seat 30 of the Académie française ‏
.

## التعليم
تعلم في College Duplessis ‏
.